# Siedlisko (gromada w powiecie nowosolskim)
Siedlisko – dawna gromada, czyli najmniejsza jednostka podziału terytorialnego Polskiej Rzeczypospolitej Ludowej w latach 1954–1972.
Gromady, z gromadzkimi radami narodowymi (GRN) jako organami władzy najniższego stopnia na wsi, funkcjonowały od reformy reorganizującej administrację wiejską przeprowadzonej jesienią 1954 do momentu ich zniesienia z dniem 1 stycznia 1973, tym samym wypierając organizację gminną w latach 1954–1972.
Gromadę Siedlisko z siedzibą GRN w Siedlisku utworzono – jako jedną z 8759 gromad na obszarze Polski – w powiecie głogowskim w woj. zielonogórskim na mocy uchwały nr V/14/54 WRN w Zielonej Górze z dnia 5 października 1954. W skład jednostki weszły obszary dotychczasowych gromad Siedlisko, Zwierzyniec, Piękne Kąty i Borowiec (bez przysiółka Strzeszków) ze zniesionej gminy Bytom Odrzański w tymże powiecie.
1 stycznia 1955 gromadę włączono do powiatu nowosolskiego w tymże województwie, gdzie ustalono dla niej 13 członków gromadzkiej rady narodowej.
1 stycznia 1958 do gromady Siedlisko włączono obszar zniesionej gromady Bielawy w tymże powiecie.
Gromada przetrwała do końca 1972 roku, czyli do kolejnej reformy gminnej. 1 stycznia 1973 w powiecie nowosolskim utworzono gminę Siedlisko.